# Mondial de l'Automobile
De Mondial de l'Automobile is een tweejaarlijks autosalon in Parijs en is een van de belangrijkste autosalons. De geschiedenis van de Parijse autosalon gaat terug tot 1894. Het is daarmee de oudste autosalon ter wereld.

## Geschiedenis

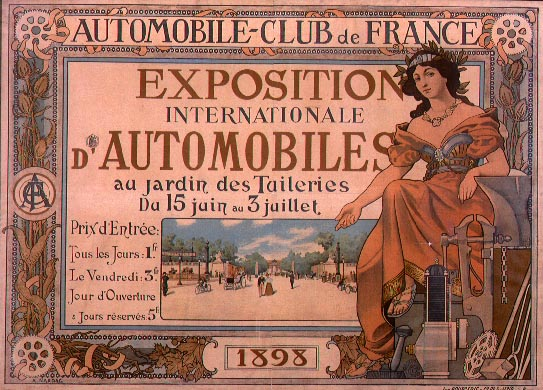
Affiche voor het salon van 1898.

Op de Salon du Cycle, een fietsententoonstelling die jaarlijks werd gehouden in Parijs, kreeg de auto in 1894 voor het eerst ook een plaatsje. Een succes was het echter niet en er waren slechts twee auto's te zien. In 1896 werden de auto's van de race Parijs-Bordeaux-Parijs uit 1895 voorgesteld in Parijs en in 1898 organiseerde de Automobile Club de France in de Tuilerieën voor het eerst een internationaal salon die gewijd was aan de auto. Om er voor te zorgen dat alleen volwaardige auto's tentoon werden gesteld moest iedere auto eerst van Versailles naar de Tuilerieën rijden. Ongeveer 140.000 toeschouwers kwamen de 232 auto's bezichtigen.
Wegens de groeiende belangstelling voor de auto verhuisde de salon in 1901 naar het Grand Palais, waar de tentoonstelling tot 1962 vrijwel elk jaar plaatsvond, met uitzondering van de perioden tijdens de Eerste en Tweede Wereldoorlog. In 1962 verhuisde de salon naar de Paris Expo aan de Porte de Versailles, waar het evenement nog steeds plaatsvindt. Sinds 1976 wordt de salon tweejaarlijks georganiseerd en wisselt hij af met de IAA in Frankfurt. Tot 1986 werd de salon Salon de l'Auto genoemd en in 1988 kreeg hij de huidige naam Mondial de l'Automobile. In 2006 werden 1.431.883 bezoekers ontvangen. Het is daarmee een van de belangrijkste autosalons ter wereld.